# Едуар Менді
Едуар Менді (фр. Edouard Mendy, нар. 1 березня 1992, Монтівільє) — французький і сенегальський футболіст, воротар саудівського клубу «Аль-Аглі» і національної збірної Сенегалу.

## Клубна кар'єра
Народився 1 березня 1992 року в місті Монтівільє. Вихованець юнацьких команд гаврських футбольних клубів «Ле Гавр Кокріовіль», «Гавр» та «Мунісіпо Ле Гавр».
У дорослому футболі дебютував 2011 року виступами за третьоліговий «Шербур», в якому провів три сезони, взявши участь у 26 матчах чемпіонату. Протягом сезону 2015/16 років захищав ворота марсельського «Олімпіка-2», після чого перейшов до друголігового «Реймса». Із сезону 2017/18 став основним голкіпером команди, допомігши їй здобути того року підвищення в класі. У сезоні 2018/19 вже був основним воротарем «Реймса» в Лізі 1.
У серпні 2019 року став гравцем іншої французької вищолігової команди, «Ренна», де також став основною опцією тренерського штабу на воротарській позиції.
У вересні 2020 року про укладання п'ятирічного контракту з Менді оголосив лондонський «Челсі». Трансфер гравця, який обійшовся «аристократам» у 22 мільйони фунтів, ініціював їхній колишній багаторічний воротар і технічний консультант Петер Чех. Менді швидко витіснив зі стартового складу іспанця Кепу Аррісабалагу, ставши основним голкіпером лондонської команди. У своїх перших п'яти іграх за новий клуб в усіх турнірах Менді не пропустив жодного м'яча, ставши співавтором першої п'ятиматчевої сухої серії «Челсі» за попереднє десятиріччя.
Менді підписав трирічний контракт з клубом Саудівської професійної ліги «Аль-Аглі» 28 червня 2023 року з зарплатою, яка, за повідомленнями британських ЗМІ, склала близько 16 мільйонів фунтів стерлінгів.

## Виступи за збірну
Народившись у Франції в родині сенегалки та вихідця з Гвінеї-Бісау, мав можливість захищати на рівні збірних кольори будь-якої з цих країн. Спочатку погодився грати за збірну Гвінеї-Бісау та провів у її складі декілька неофіційних ігор проти португальських клубних команд. Згодом відхилив виклик до лав цієї команди для участі в Кубку африканських націй 2017 року. Натомість зробив свій вибір на користь національної збірної Сенегалу й восени 2018 року дебютував в її складі у грі проти Екваторіальної Гвінеї.
У складі сенегальської збірної був учасником Кубка африканських націй 2019 року в Єгипті, на якому сенегальці дійшли до фіналу, де поступилися збірній Алжиру та посіли друге місце.
| Дата       | Місто    | Господарі            | Результат | Гості            | Турнір                                   | Голи | Примітки |
| ---------- | -------- | -------------------- | --------- | ---------------- | ---------------------------------------- | ---- | -------- |
| 17-11-2018 | Бата     | Екваторіальна Гвінея | 0 – 1     | Сенегал          | Відбір до Кубка африканських націй 2019  | -    |          |
| 23-3-2019  | Дакар    | Сенегал              | 2 – 0     | Мадагаскар       | Відбір до Кубка африканських націй 2019  | -    |          |
| 16-6-2019  | Ісмаїлія | Сенегал              | 1 – 0     | Нігерія          | товариський матч                         | -    |          |
| 23-6-2019  | Каїр     | Сенегал              | 2 – 0     | Танзанія         | Кубок африканських націй 2019 - 1-й етап | -    |          |
| 27-6-2019  | Каїр     | Сенегал              | 0 – 1     | Алжир            | Кубок африканських націй 2019 - 1-й етап | -1   |          |
| 1-7-2019   | Каїр     | Кенія                | 0 – 3     | Сенегал          | Кубок африканських націй 2019 - 1-й етап | -    |          |
| 13-11-2019 | Тієс     | Сенегал              | 2 – 0     | Республіка Конго | Відбір до Кубка африканських націй 2021  | -    |          |
| 17-11-2019 | Манзіні  | Есватіні             | 1 – 4     | Сенегал          | Відбір до Кубка африканських націй 2021  | -1   |          |
| 11-11-2020 | Тієс     | Сенегал              | 2 – 0     | Гвінея-Бісау     | Відбір до Кубка африканських націй 2021  | -    |          |
| 15-11-2020 | Бісау    | Гвінея-Бісау         | 0 – 1     | Сенегал          | Відбір до Кубка африканських націй 2021  | -    |          |
| Усього     |          | Матчів               | 10        |                  | Голів                                    | -2   |          |

## Досягнення

### Командні
- Переможець Кубка африканських націй: 2021
- Срібний призер Кубка африканських націй: 2019

 Челсі
- Переможець Ліги чемпіонів УЄФА: 2020–21
- Переможець Суперкубка УЄФА: 2021
- Переможець Клубного чемпіонату світу: 2021